# In Another World with My Smartphone
In Another World with My Smartphone (jap. 異世界はスマートフォンとともに Isekai wa sumātofon to tomo ni) – seria light novel napisana przez Patorę Fuyuharę i zilustrowana przez Eijiego Usatsukę. Początkowo była publikowana jako powieść internetowa w serwisie Shōsetsuka ni narō. Następnie została przejęta przez wydawnictwo Hobby Japan, które wydaje ją jako light novel od maja 2015. Manga na jej podstawie ukazuje się na łamach magazynu „Comp Ace” od listopada 2016.
Adaptacja w formie telewizyjnego serialu anime, wyprodukowana przez studio Production Reed, była emitowana od lipca do września 2017. Za produkcję drugiego sezonu odpowiada J.C.Staff, jego emisja trwała zaś od kwietnia do czerwca 2023

## Fabuła
Piętnastoletni Touya Mochizuki zostaje przypadkowo zabity przez Boga, który w ramach przeprosin pozwala mu odrodzić się w świecie fantasy, gdyż nie może odesłać go z powrotem do domu, a także postanawia spełnić jedno jego życzenie. Touya poprosił o możliwość zabrania ze sobą swojego smartfona, który Bóg modyfikuje, aby działał w innym świecie. Bóg również do pewnego stopnia wzmacnia fizyczne, magiczne i poznawcze zdolności chłopaka jako dalsze przeprosiny za niedogodności związane z zabiciem go. Wykorzystując swoją drugą szansę, Touya zaprzyjaźnia się z wieloma różnymi ludźmi w nowym świecie. Zaczyna podróżować od kraju do kraju, rozwiązując spory polityczne, pomniejsze zadania i beztrosko ciesząc się nowym życiem z nowo poznanymi sojusznikami.

## Bohaterowie
- Touya Mochizuki (jap. 望月冬夜 Mochizuki Tōya)

Seiyū: Katsumi Fukuhara 
- Elze Silhoueska (jap. エルゼ・シルエスカ Eruze Shiruesuka)

Seiyū: Maaya Uchida 
- Linze Silhoueska (jap. リンゼ・シルエスカ Rinze Shiruesuka)

Seiyū: Yui Fukuo 
- Yae Kokonoe (jap. 九重八重 Kokonoe Yae)

Seiyū: Chinatsu Akasaki 
- Sushie Ernea Ortlinde (jap. スゥシィ・エルネア・オルトリンデ Sūshī Erunea Orutorinde)

Seiyū: Nanami Yamashita 
- Yumina Ernea Belfast (jap. ユミナ・エルネア・ベルファスト Yumina Erunea Berufasuto)

Seiyū: Marika Kōno 
- Leen (jap. リーン Rīn)

Seiyū: Sumire Uesaka 
- Lucia Leah Regulus (jap. ルーシア・レア・レグルス Rūshia Rea Regurusu)

Seiyū: Miyu Takagi 
- Hildegard Minas Lestia (jap. ヒルデガルド・ミナス・レスティア Hirudegarudo Minasu Resutia)

Seiyū: Yū Serizawa 
- Sakura (jap. 桜)

Seiyū: Miyu Kubota 
- Francesca (jap. フランシェスカ Furanshesuka)

Seiyū: Rumi Okubo 

## Light novel
Seria autorstwa Patory Fuyuhary ukazuje się jako powieść internetowa w serwisie Shōsetsuka ni narō od 8 kwietnia 2013. Następnie została nabyta przez wydawnictwo Hobby Japan, które wydaje ją jako light novel z ilustracjami Eijiego Usatsuki pod imprintem HJ Novels. Pierwszy tom ukazał się 22 maja 2015, natomiast według stanu na 19 kwietnia 2023, do tej pory wydano 28 tomów.
| Nr | Data wydania (język japoński) | ISBN (język japoński)  |
| -- | ----------------------------- | ---------------------- |
| 1  | 22 maja 2015                  | ISBN 978-4-7986-1018-4 |
| 2  | 22 sierpnia 2015              | ISBN 978-4-7986-1065-8 |
| 3  | 21 listopada 2015             | ISBN 978-4-7986-1117-4 |
| 4  | 20 lutego 2016                | ISBN 978-4-7986-1172-3 |
| 5  | 21 maja 2016                  | ISBN 978-4-7986-1229-4 |
| 6  | 23 sierpnia 2016              | ISBN 978-4-7986-1279-9 |
| 7  | 24 listopada 2016             | ISBN 978-4-7986-1329-1 |
| 8  | 23 marca 2017                 | ISBN 978-4-7986-1415-1 |
| 9  | 22 czerwca 2017               | ISBN 978-4-7986-1471-7 |
| 10 | 22 września 2017              | ISBN 978-4-7986-1532-5 |
| 11 | 22 grudnia 2017               | ISBN 978-4-7986-1597-4 |
| 12 | 22 marca 2018                 | ISBN 978-4-7986-1651-3 |
| 13 | 22 czerwca 2018               | ISBN 978-4-7986-1713-8 |
| 14 | 22 września 2018              | ISBN 978-4-7986-1773-2 |
| 15 | 22 grudnia 2018               | ISBN 978-4-7986-1825-8 |
| 16 | 22 marca 2019                 | ISBN 978-4-7986-1888-3 |
| 17 | 22 czerwca 2019               | ISBN 978-4-7986-1948-4 |
| 18 | 21 września 2019              | ISBN 978-4-7986-2004-6 |
| 19 | 21 grudnia 2019               | ISBN 978-4-7986-2089-3 |
| 20 | 21 marca 2020                 | ISBN 978-4-7986-2152-4 |
| 21 | 22 czerwca 2020               | ISBN 978-4-7986-2237-8 |
| 22 | 22 października 2020          | ISBN 978-4-7986-2325-2 |
| 23 | 19 lutego 2021                | ISBN 978-4-7986-2420-4 |
| 24 | 19 czerwca 2021               | ISBN 978-4-7986-2513-3 |
| 25 | 19 listopada 2021             | ISBN 978-4-7986-2668-0 |
| 26 | 19 kwietnia 2022              | ISBN 978-4-7986-2812-7 |
| 27 | 19 października 2022          | ISBN 978-4-7986-2928-5 |
| 28 | 19 kwietnia 2023              | ISBN 978-4-7986-3164-6 |

## Manga
Adaptacja w formie mangi autorstwa Soto ukazuje się w magazynie „Comp Ace” od 26 listopada 2016. Następnie wydawnictwo Kadokawa Shoten rozpoczęło zbieranie rozdziałów do wydań w formacie tankōbon, których pierwszy tom ukazał się 24 czerwca 2017. Według stanu na 25 marca 2023, do tej pory wydano 13 tomów.
| Nr | Data wydania (język japoński) | ISBN (język japoński)  |
| -- | ----------------------------- | ---------------------- |
| 1  | 24 czerwca 2017               | ISBN 978-4-04-105769-8 |
| 2  | 24 lipca 2017                 | ISBN 978-4-04-106100-8 |
| 3  | 26 lutego 2018                | ISBN 978-4-04-106547-1 |
| 4  | 25 maja 2018                  | ISBN 978-4-04-107165-6 |
| 5  | 24 listopada 2018             | ISBN 978-4-04-107165-6 |
| 6  | 24 maja 2019                  | ISBN 978-4-04-108228-7 |
| 7  | 23 stycznia 2020              | ISBN 978-4-04-109034-3 |
| 8  | 25 maja 2020                  | ISBN 978-4-04-109440-2 |
| 9  | 25 listopada 2020             | ISBN 978-4-04-109441-9 |
| 10 | 26 maja 2021                  | ISBN 978-4-04-111351-6 |
| 11 | 25 grudnia 2021               | ISBN 978-4-04-112012-5 |
| 12 | 26 lipca 2022                 | ISBN 978-4-04-112698-1 |
| 13 | 25 marca 2023                 | ISBN 978-4-04-112699-8 |

## Anime
Adaptacja w formie telewizyjnego serialu anime w reżyserii Takeyukiego Yanase, została wyprodukowana przez studio Production Reed. Scenariusz napisała Natsuko Takahashi, a postacie zaprojektowali Masahiro Sekiguchi i Miyako Nishida. Anime było emitowane od 11 lipca do 26 września 2017. Motywem otwierającym jest „Another World” autorstwa AŌP, końcowym zaś „Junjō Emotional” (jap. 純情エモーショナル), którego różne wersje wykonały Maaya Uchida, Yui Fukuo, Chinatsu Akatsuki, Marika Kōno, Nanami Yamashita i Sumire Uesaka. Prawa do streamingu serii nabył Crunchyroll.
Drugi sezon został zapowiedziany 15 kwietnia 2022. Został on zanimowany przez studio J.C.Staff i wyreżyserowany przez Yoshiakiego Iwasakiego. Scenariusz napisał Deko Akao, postacie zaprojektowała Chinatsu Kameyama, a muzykę skomponowali Kei Yoshikawa i Kōhei Yamada. Jego emisja trwała od 3 kwietnia do 19 czerwca 2023. Motywem otwierającym jest „Real Diamond” w wykonaniu grupy Gemstone7.